# Комедія давно минулих днів
«Комедія давно минулих днів» (рос. «Комедия давно минувших дней») — радянська пригодницька комедія 1980 року режисера Юрія Кушнерьова. У сучасній кінокритиці фільм отримав характеристику «радянський кросовер», де були застосовані численні камео акторів і персонажів з відомих радянських фільмів, головним чином фільмів Леоніда Гайдая. Бувалий, Боягуз, Остап Бендер і Киса Вороб'янінов дізнаються про скарб, який наввипередки розшукують, спираючись на єдине фото будинка, де цей скарб сховано. Підказкою їм слугують фрагменти фільмів 1920—1930-х років.

## Сюжет
Бувалий і Боягуз привозять до ломбарду величезний годинник. Увагу Боягуза привертає бабуся, що з вікна сусіднього будинку кличе його та розповідає, що її покійний чоловік сховав 1 млн рублів золотом у якомусь старому будинку (ситуація нагадує «Дванадцять стільців»). Вона не знає, де цей будинок, але має його фотографію і пам'ятає, що фільм з'являвся в якійсь чорно-білій кінокомедії.
Розмову випадково підслуховує Киса Вороб'янінов, який щойно заклав свою запонку у ломбард. Подібно до Паніковського з «Золотого теляти», він прикидається сліпим, краде у Боягуза фотографію і показує її Остапу Бендеру. Вони вирушають на пошуки скарбу, а Боягуз і Бувалий слідують за ними, постійно трохи відстаючи.
Всі четверо потрапляють на кіносимпозіум, де переглядають уривки зі старих німих фільмів. Тут Бендера і Вороб'янінова наздоганяють Боягуз і Бувалий і змушують повернути їм фотографію. Однак, Остап завбачливо зробив копію.
Переглянувши різні німі комедії 20-х та звукові комедії 30-х років, пройдисвіти так і не знаходять потрібний фільм. Але потім дізнаються, що на симпозіумі ще не показували фільм «Веселий німий», який привезуть незабаром. Боягуз із Бувалим викрадають машину, в якій везуть кінострічку, проте їх наздоганяють Остап та Киса. Всі четверо змушені об'єднатися і переглядають фільм. Остап впізнає де розташований шуканий будинок. Це споруда в місті Чорноморську, де відбувалися події «Золотого теляти».
Всі четверо їдуть до аеропорту та летять до Чорноморська. На їхнє розчарування, там повторюється кінцівка «Дванадцяти стільців»: будинок уже знесений, а скарби знайшли інші люди. На отримані кошти збудовано кінотеатр. Однак, Боягуз зазначає, що насправді бабуся дала йому дві фотографії — на другій зображено будинок, у якому заховано скарб на 2 млн рублів. Крім того, цей будинок можна побачити «у якійсь кольоровій кінокомедії».

## У ролях
- Арчіл Гоміашвілі — Остап Ібрагімович Бендер(У титрах як Остап-Сулейман-Берта-Марія Бендер) (озвучив Юрій Саранцев)
- Сергій Філіппов — Іполит Матвійович (Киса) Вороб'янінов/лектор Некаділов
- Євген Моргунов — Бувалий
- Георгій Віцин — Боягуз
- Єлизавета Нікіщихіна — Зінаїда, асистент режисера
- Володимир Грамматиков — Володимир Олександрович, режисер фільму-монтажу
- Георгій Георгіу — голова симпозіуму
- Анатолій Ведьонкін — шофер кіноархіву
- Володимир Пожидаєв — охоронець кіноархіву
- Герман Качин — перехожий на вулиці Чорноморська
- Ян Янакієв — Микола Михайлович

## Знімальна група
- Режисер — Юрій Кушнерьов
- Сценаристи — Яків Костюковський, Моріс Слободськой
- Оператор — Борис Брожовський
- Композитор — Юрій Якушев
- Художник — Микола Усачов

## Фрагменти фільмів
Фрагменти старих фільмів, які переглядають персонажі:
- «Коли прокидаються мертві»
- «Дівчина з коробкою»
- «Галоша № 18»
- «Закрійник з Торжка»
- «Моя бабуся»
- «Процес про три мільйони»
- «Щастя»
- «Поцілунок Мері Пікфорд»
- «Веселі хлоп'ята»
- «Запізнілий наречений»
- «Підкидьок»
- «Трактористи»
- «Свинарка та пастух»
- «Волга, Волга»
- «Пригоди Корзинкіної»
- «Антон Іванович сердиться»
- «Цирк».